# Uchtred l'Ardito
Uchtred, o Uhtred (... – 1016), è stato un sovrano anglosassone è stato earl di Northumbria e regnante di Bamburgh dal 1006 al 1016, anno in cui fu assassinato.

## Biografia
Era figlio di Waltheof I, earl di Bernicia, la cui famiglia aveva regnato dal castello di Bamburgh sulla costa northumbriana sin dal IX secolo.
Nel 995, secondo Simeone di Durham, quando i resti di San Cuthbert furono trasferiti da Chester-le-Street a Durham, Uchtred aiutò i monaci a ripulire il sito della nuova cattedrale, che fu fondata dal vescovo Aldhun, di cui Uchtred sposò la figlia, forse proprio in quel tempo.
Nel 1006 Malcolm re di Scozia invase la Northumbria, assediando la nuova città episcopale di Durham. A quel tempo i danesi compivano raid nel sud dell'Inghilterra e re Etelredo II d'Inghilterra non poté mandare aiuti ai northumbriani. L'earl Waltheof era troppo vecchio per combattere e quindi rimase nel castello di Bamburgh. Anche l'earl Ælfhelm di York rimase inattivo. Uchtred raccolse invece un esercito e mosse contro gli Scoti, ottenendo una vittoria decisiva. Uchtred fu ricompensato da re Etelredo con l'earldom di Bernicia finché il padre fu vivo. Nel frattempo, Ethelred aveva eliminato l'earl di York e così permise a Uchtred di succedere a quello e poi di unire gli antichi regni di Bernicia e Deira sotto il trono di Bamburgh. Sembra infatti probabile che re Etelredo non si fidasse dei danesi di Deira e che preferisse che il potere fosse tenuto da un anglosassone. A questo punto Uchtred ripudiò la moglie Ecgfrida, sposando Sige, figlia di Styr (figlio di Ulf), ricco cittadino di York. Sembra che Uchtred cercò alleanze politiche tra i danesi di Deira.
Nel 1013 re Sweyn I di Danimarca invase l'Inghilterra, risalendo i fiumi Humber e Trent fino alla città di Gainsborough. Uchtred gli si sottomise. Nel luglio del 1013 Etelredo fu costretto ad andare in esilio in Normandia. Dopo che Londra era caduta in mano sua, Swein divenne re nel giorno di Natale di quello stesso anno. Regnò comunque per solo cinque settimane, morendo il 2 febbraio. A questo punto, Etelredo tornò dall'esilio e riprese il potere e Uchtred gli garantì di nuovo il suo appoggio, sposandone la figlia Ælfgifu.
Nel 1016 Uhtred combatté al fianco del figlio di Etelredo, Edmondo II, nel Cheshire e nel frattempo il figlio di Sweyn, Canuto invase lo Yorkshire. Le forze di Canuto erano troppo forti per quelle di Uchtred, che lo riconobbe come re d'Inghilterra. Mentre si recava a incontrare Canuto, Uchtred e alcuni suoi uomini furono uccisi da Thurbrand il Vecchio, con la connivenza di Canuto. In Bernicia gli succedette il fratello Eadwulf Cudel. Canuto elevò il norvegese Eric di Hlathir al rango di earl dello Yorkshire. Questo assassinio scatenò una lunga faida, una delle tante della Northumbria del tempo: il figlio di Uhtred, Ealdred, uccise Thurbrand, il cui figlio, Carl, uccise poi a sua volta Ealdred. Negli anni settanta dell'XI secolo il nipote di Ealdred, Waltheof, conte di Northumbria, uccise gran parte dei figli e dei nipoti di Carl.

## Nei Media
L'ultimo re è un romanzo storico del 2004 scritto da Bernard Cornwell e fa parte della serie The Saxon Stories. Il libro è incentrato sulla giovinezza del personaggio di Uhtred, ispirato dallo stesso Uchtred, il quale racconta le sue vicende dai dieci ai vent'anni (866-876). Questo romanzo ha ispirato la serie The Last Kingdom.

L'autore Bernard Cornwell scoprì di essere un discendente di Uhtred the Bold, un conte di Northumbria che regnò al castello di Bamburgh all'inizio del X secolo. Tuttavia, il personaggio principale della serie è simile solo nel nome.

Thomas Malory identificò Bamburgh con il castello di Lancillotto, Joyous Gard.